# José Feliciano Horta de Araújo
José Feliciano Horta de Araújo (Província de Minas Gerais (?), 25 de agosto(?) de 1835 — Rio de Janeiro, 30 de abril (?) de 1908) foi um advogado, juiz e político brasileiro.
Foi presidente da província do Paraná, de 31 de outubro de 1867 a 5 de maio (?) de 1868.

## Biografia

### Carreira e Vida Política
Descendente de família tradicional e abastada de Minas Gerais, José Feliciano era filho de Francisco Bernardo José de Araújo e são divergentes as fontes sobre o correto local e data de seu nascimento e data de falecimento. Nascido no ano de 1835 ou em Cocais ou em Ouro Preto, províncias de Minas Gerais. Algumas fontes referenciam a cidade de Itapemirim, no Espírito Santo, como local de nascimento. A data do nascimento possui referências de 15 de maio, bem como 25 de agosto. 
O certo é que José Feliciano fez seus estudos inicias em Minas Gerais e ingressou no curso jurídico em São Paulo. Em 20 de novembro de 1858 bacharelou-se em Ciências Jurídicas e Socais.
Iniciou sua carreira na advocacia na cidade de Itapemirim onde conheceu a filha do Barão de Itapemirim, d. Isabel, com quem se casou.
Dr. José Feliciano tornou-se oficial de gabinete do Governo de São Paulo e logo após elegeu-se deputado geral pelo Espírito Santo nas legislaturas de 1864 a 1866 e em 1867. Ao término do mandato de deputado foi nomeado, por indicação do seu partido, presidente da província do Paraná no lugar do Dr. Carlos Augusto Ferraz de Abreu, que era vice-presidente do Dr. Polidoro César Burlamaque que renunciou ao cargo em agosto de 1867.
Em 1879 fez parte da lista tríplice para uma vaga no senado pelo Espírito Santo, porém, não foi o escolhido. Esta vaga, originalmente, era do Dr. José Martins da Cruz Jobim que morreu no meio do mandato.
Após a proclamação da república, em novembro de 1889, desiludiu-se na política e assim ingressa na magistratura entrando para o corpo de juízes do Espírito Santo chegando a ser o primeiro desembargador presidente do tribunal.
Em 1890 participou da comissão de juristas que elaboraram projetos da constituição do Espírito Santo.  

### Governo do Paraná
Seu período como presidente da província do Paraná foi curto, não mais do que sete meses no cargo que vai de 31 de outubro de 1867 a 5 de maio de 1868.
Assumiu o Paraná em meio a Guerra do Paraguai, porém, seus maiores problemas foram os constantes ataques dos índios pelo interior da província, e todos extraordinariamente sangrentos.
Seus maiores esforços foram na área de instrução pública e a viação. Sem verba para muitas obras, preocupou-se em preparar projetos e aplicá-los quando os cofres estivem mais polpudos, portanto, reuniu engenheiros como: Francisco Antonio Monteiro Tourinho, Gottlieb Weilland, Maurício Schwartz, entre outros, para viabilizar estradas e a navegação nas principais regiões do Paraná.

### Morte
Assim como o local e data de nascimento, é incerta a data exata de falecimento do Dr. Horta de Araújo. Ao ficar doente, em 1908, viaja para a capital brasileira aonde vem a falecer ou no dia 30 de abril ou em 3 de setembro deste mesmo ano.